# 良階石成
良階 石成（よししな の いわなり、生没年不詳）は、平安時代前期の官人。氏姓は阿刀連のち良階宿禰。

## 経歴
饒速日命の後胤か。貞観6年（864年）8月、主殿大属正六位上で、阿刀粟麻呂らとともに阿刀連から良階宿禰に改賜姓された。他の事績は不明。

## 官歴
『日本三代実録』による。
- 時期不詳：正六位上。主殿大属
- 貞観6年（864年）8月8日：阿刀連から良階宿禰に改賜姓